# Gilla in Chomded húa Cormaic
Gilla in Chomded húa Cormaic (fl. c. 1150 - c. 1170) fue un poeta gaélico-irlandés activo a comienzos de la Edad Media.

## Biografía
Gilla in Chomded fue un poeta, escribano y académico en el monasterio de Tulach Léis (Tullylisk, Condado de Down).
Se le atribuye el poema Un Rí richid, réidig dique, que ha recibido una amplia atención de eruditos desde el siglo XIX, aunque aún carece de una edición crítica. Sobrevive en el Libro de Leinster.
Aimirgin Glúngel tuir tend es otro poema que sobrevive.

### Para más información
- Trinity College Dublin Library, MS 1339 (H 2. 18, Book of Leinster), p. 144b.
- Ernst Windisch, L'ancienne légende irlandaise et les poésies ossianiques. Trad. E. Ernault, Revue Celtique 5 (1881) 70–93.
- Heinrich Zimmer, Anzeige von 'Essai d'un Catalogue de la littérature epique d'Irlande', Göttingische gelehrte Anzeigen (1887) 169–175; 184–193.
- Henri d'Arbois de Jubainville, La littérature ancienne de l'Irlande et l'Ossian de Mac-Pherson, Bibl. de l'École des Chartes 41 (1888) 475–487.
- Alfred Nutt, A new theory of the Ossianic Saga, Academy 39 (1891) 161–163; 235.
- Heinrich Zimmer, Ossin und Oskar. Ein weiteres Zeugnis für den Ursprung der irisch-gälischen Finn (-Ossian-) Sage in der Vikingerzeit, Zeitschrift für deutsches Alterthum 35 (1891) 1–176.
- George Henderson, The Fionn Saga, Celtic Review 1–3 (1904–1906).
- Edmund Curtis, Age and Origin of the Fenian tales, Ivernian Society Journal 1 (1909) 159–168.
- Kuno Meyer, Fianaigecht [Introduction]. Todd Lecture Series 16 (Dublín 1910).
- F. Mezger, Finn mac Cumaill und Fingal bis zum 17. Jahrhundert, American Journal of Philology 48 (1929) 361–367.
- R. D. Scott, The Thumb of Knowledge in legends of Finn, Sigurd and Taliesin. Studies in Celtic and French literature (New York 1930).
- Roger Chauviré (tr.), Contes ossianiques (París 1949).
- Josef Weisweiler, Die Kultur der irischen Heldensage, Paideuma 4 (1950) 149–170.
- Gerard Murphy, Duanaire Finn. The Book of the lays of Fionn, pt 3. Dublín 1953 (=ITS volume 43.)
- Gerard Murphy, The Ossianic lore and romantic tales of medieval Ireland, (Dublín 1955; reprinted 1961; reprinted Cork, Mercier Press, 1971 with revisions.)
- Josef Weisweiler, Hintergrund und Herkunft der ossianischen Dichtung, Literaturwissenschaftliches Jahrbuch 4 (1963), p. 21–42.
- David Krause, The hidden Oisín, Studia Hibernica 6 (1966) 7–24.
- Seán Mac Giolla Riabhaigh, 'Ní bía mar do bá.' Scrúdú téamúil ar na laoithe Fiannaíochta, Irisleabhar Mhá Nuad (1970), p. 52–63.
- James MacKillop, Fionn mac Cumhaill: Celtic Myth in English Literature. Siracusa 1986.
- Daithí Ó hÓgáin, Fionn Mac Cumhaill: Images of a Gaelic Hero, Dublín 1988.
- Máirtín Ó Briain, Review of Ó hÓgáin, Bealoideas 57 (1989), p. 174–183.
- Donald E. Meek, Review of Ó hÓgáin, Cambridge Medieval Celtic Studies 22 (Winter 1991), p. 101–103.